# Híres nagyszombatiak listája
Nagyszombatban született, vagy a városhoz másképp kötődő neves személyek. 
- Itt született 1531. június 24-én Zsámboky János történetíró.
- Itt született 1573. február 4-én Káldi György jezsuita atya, a legismertebb magyar katolikus bibliafordítás készítője.
- Itt született 1717. március 16-án Weiss Ferenc jezsuita matematikus és csillagász.
- Itt született 1719. május 15-én Purgine János jezsuita áldozópap és tanár.
- Itt született 1730. június 24-én gróf Berchtholdt Ferenc besztercebányai püspök.
- Itt született 1744-ben Berzáczy József, pápai kitüntetéssel rendelkező apostoli protonotárius, pápai főjegyző, teológiai kart végzett lelkész.
- Itt született 1747. december 25-én Berzáczy Ádám piarista szerzetes.
- Itt született 1801-ben Berzáczy János, képviselő és Nagyszombat főbírája.
- Itt született 1816. június 18-án Télffy János nyelvtudós.
- Itt született 1827-ben Berzáczy Antal János a szabadságharc századosa.
- Itt született 1846-ban Pantocsek József orvos és botanikus.
- Itt született 1864-ben Schlesinger Lajos matematikus, egyetemi tanár, akadémikus.
- Itt született 1881-ben Mikuláš Schneider-Trnavský szlovák zeneszerző.
- Itt született 1887. január 7-én Horovitz Richárd filmproducer.
- Itt született 1890. január 6-án Wognár Ferenc magyar pilóta.
- Itt született 1907-ben Martin Gregor szlovák színész.
- Itt született 1927-ben Jozef Watzka levéltáros.[1]
- Itt született 1933. június 7-én Ján Milan Dubovský történész, levéltáros.
- Itt született 1939. április 23-án Jozef Adamovič színész.
- Itt született 1957-ben Gabriel Fusek szlovák régész.
- Itt hunyt el 1382. szeptember 10-én Nagy Lajos király.
- Itt hunyt el 1621. június 20-án Forgách Zsigmond nádor.
- Itt hunyt el 1689. április 23-án Ágoston Péter hitszónok, egyházi író.
- Itt hunyt el 1719. szeptember 16-án Szörényi Sándor költő, történetíró.
- Itt hunyt el 1733. március 12-én Rajcsányi János vallástudós.
- Itt hunyt el 1916-ban Békési Emil római katolikus pap, nagyszombati kanonok, érseki helynökségi titkár, szentszéki bíró, irodalomtörténész.
- Itt hunyt el 1873-ban Bellony Sándor katolikus pap.
- Itt tanított és itt hunyt el 1805. február 15-én Zachár András pap, tanár.
- Itt tanított Mrenna József (1880-1956) gimnáziumi tanár, igazgató.
- Itt temették el 1573-ban Verancsics Antal királyi helytartót, bíborost.
- Itt tanult Riskovics József (1736-1795) pesti sebészorvos, Pest-Pilis-Solt-Kiskun vármegye és Pest város tisztiorvosa, könyvgyűjtő.
- Itt tanult Somogyi Alajos (1816-1856) misszionárius, festő, író.
- Itt tanult Nogáll János (1820-1899) nagyprépost, hittanár, fölszentelt püspök, tankönyvíró.
- Itt tanult Kodály Zoltán, a nagyszombati érseki főgimnáziumban 1892–1900 között. 1900. június 13-án jeles eredménnyel érettségizett.
- Itt tanult Jozef Bánsky (1919–1956) szlovák író, költő, műfordító, irodalomtörténész, bibliográfus.